# Burkhardt Öller
Burkhardt Öller (* 9. November 1942 in Pößneck; † 8. Juli 2014 in Peine) war ein deutscher Fußballtorwart. Für die Vereine Eintracht Braunschweig und Hannover 96 kam der Torhüter von 1967 bis 1972 in der Fußball-Bundesliga zu insgesamt 30 Einsätzen.

## Karriere
1966 wurde der Bundesligist Eintracht Braunschweig auf den damals in der Amateurliga Niedersachsen beim VfB Peine spielenden Öller aufmerksam und verpflichtete ihn zur Saison 1966/67 zunächst für die zweite Mannschaft des Vereins. Von 1967 bis 1971 war er hinter dem deutschen Nationalspieler Horst Wolter Ersatztorhüter der Bundesligamannschaft der Eintracht. Öller debütierte am 16. September 1967 bei einer 0:3-Heimniederlage gegen den 1. FC Nürnberg in der Bundesliga. Er wurde von Trainer Helmuth Johannsen zur zweiten Halbzeit beim Spielstand von 0:2 für Wolter eingewechselt. Der deutsche Meister des Jahres 1967 hatte neben Öller auch noch Horst Berg und Gerhard Elfert neu unter Vertrag genommen und Michael Polywka wurde nach einjähriger Sperre spielberechtigt. In der Bundesliga lief es aber für den Titelverteidiger nicht rund, Braunschweig erreichte lediglich den 9. Rang und Öller hatte in drei Ligaspielen mitgewirkt. In seinem zweiten Bundesligajahr, 1968/69, konnte er beim Erreichen des 4. Ranges sein Können in acht Bundesligaspielen unter Beweis stellen. Nach seinem ersten Ligaspiel am 19. April 1969 bei einer 0:2-Auswärtsniederlage beim 1. FC Nürnberg ist in der Bundesliga Chronik zu seiner Leistung notiert: „Dass es nur 0:1 zur Pause stand, hatte Braunschweig einzig dem Wolter-Vertreter Öller zu verdanken. Mehr als einmal tauchten Zaczyk, Küppers und Volkert vor ihm auf, doch Öller holte fast jeden Ball aus dem Winkel.“ Sogar nach der 0:4-Schlappe am 30. Mai 1969 auf dem Betzenberg gegen den 1. FC Kaiserslautern wird seine Leistung hervorgehoben: „Öller holte wirklich alles aus sich heraus, hielt gar einen Elfmeter, aber er konnte auch keine Wunder am Fließband produzieren.“ Als im letzten Trainerjahr von Johannsen, 1969/70, die Eintracht nur mit Müh und Not mit dem 16. Rang den Abstieg vermeiden konnte, kam Öller lediglich zu zwei weiteren Einsätzen. Auch im ersten Jahr von dem neuen Eintracht-Trainer Otto Knefler, 1970/71, blieb Öller mit neun Einsätzen hinter Wolter die Nummer 2.
Zur Saison 1971/72 wechselte der 1,87 m große Torhüter zum Ligakonkurrenten Hannover 96, wo der ehemalige Eintracht-Trainer Helmuth Johannsen im Einsatz war. Er war nach dem Abschied von Horst Podlasly und dem Weggang von Bernd Helmschrot als die neue Nummer 1 vorgesehen, der weitere Neuzugang Franz-Josef Pauly als erster Ersatz im Tor. Öller startete aber schwach in die Runde, er zeigte Nerven und strahlte damit keine Sicherheit aus und beendete nach dieser Spielzeit seine Laufbahn als Profifußballer und kehrte zum VfB Peine zurück. Insgesamt bestritt Öller 30 Bundesligaspiele für Braunschweig und Hannover. 1983 stieg er mit dem TSV Dungelbeck als Meister der Kreisliga Peine in die Bezirksklasse auf. Im Jahre 2000 beendete er in Dungelbeck seine aktive Laufbahn.
Öller gehörte zu den Spielern, die 1971 in den Bundesliga-Skandal verwickelt waren: Die Mannschaft von Eintracht Braunschweig hatte eine zusätzliche Siegprämie von Arminia Bielefeld für ein Spiel gegen Rot-Weiß Oberhausen akzeptiert. Öller wurde dafür mit einer dreimonatigen Sperre und einer Geldbuße von 2000 DM belegt.
Von 2002 bis 2004 war Öller Trainer des TSV Dungelbeck in der Kreisklasse Peine.